# ČKD Dopravní systémy

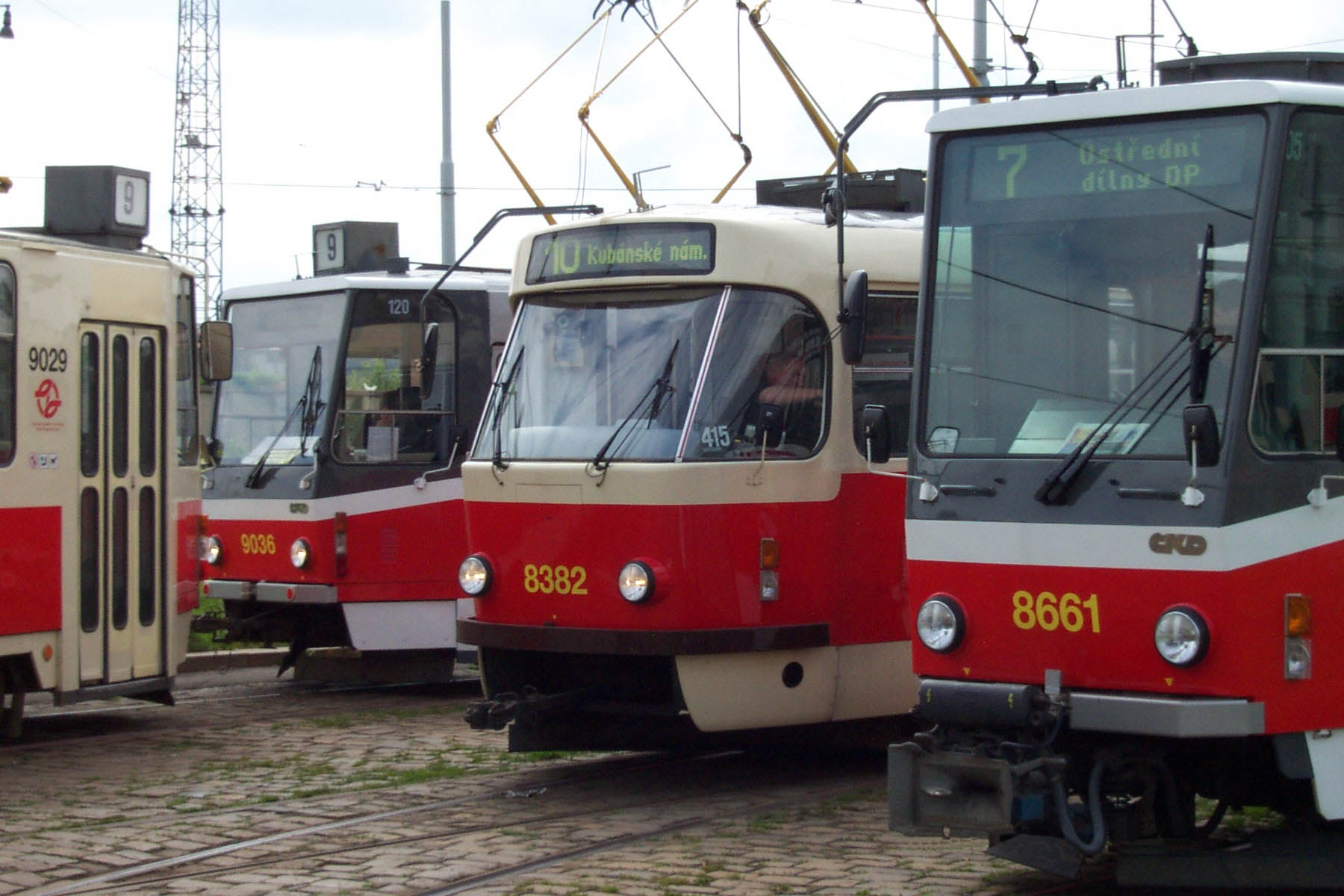
Prager Straßenbahnwagen verschiedener Baujahre, gefertigt von ČKD Tatra (2004)

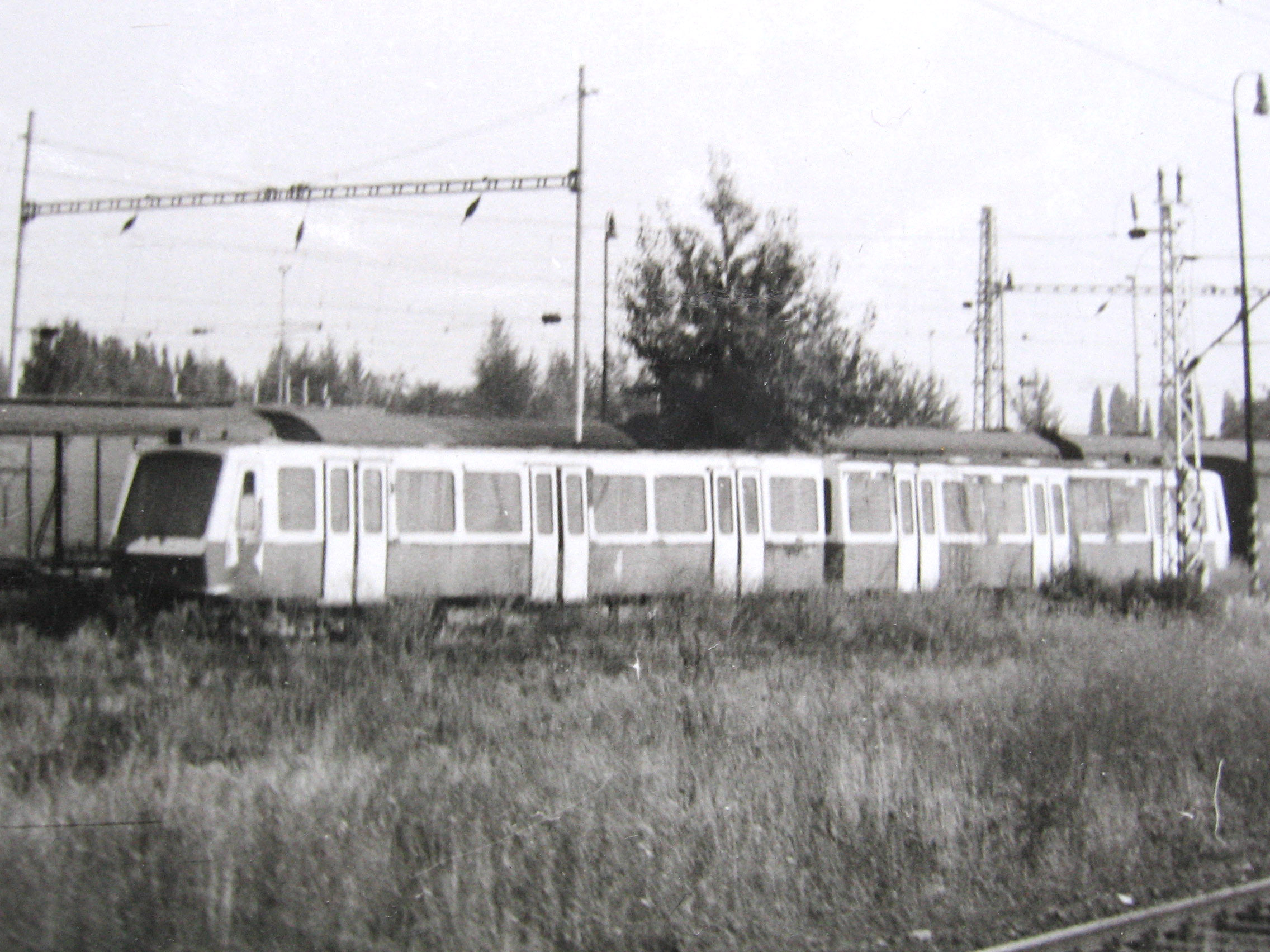
Abgestellter Prototyp des Triebzugs R2, für die Metro Prag wurde vorher der ähnliche R1 entwickelt (1983)

ČKD Dopravní systémy, a.s. (deutsch etwa ČKD Verkehrssysteme), bis 1990: ČKD Tatra n.p., bis 1963: Vagonka Tatra Smíchov n.p. war ein Hersteller von Schienenfahrzeugen in der Tschechoslowakei und Tschechien. Im Gebiet des Rates für gegenseitige Wirtschaftshilfe (RGW) war ČKD Tatra der führende Produzent für Straßenbahnwagen. Nach der Samtenen Revolution und Öffnung der Märkte bemühte sich das Unternehmen um neue Aufträge im Bereich von Elektrotriebzügen für den Personenfern- und nahverkehr. Das Industrieunternehmen war ab 1963 eine Abteilung des Maschinenbauers ČKD. Später wurden Teile des Unternehmens von Siemens erworben und das Unternehmen aufgelöst.

## Geschichte

### Gründung und Zeit als Staatsbetrieb
ČKD Tatra ging 1946 als Vagonka Tatra Smíchov n.p. aus einem Unternehmensteil der verstaatlichten Ringhoffer-Tatra AG hervor, der ursprünglich zu den Ringhoffer-Werken gehörte. Traditionelle Produkte des Betriebes waren Straßenbahnwagen, aber auch Schlepptender für Dampflokomotiven und Salonwagen. Referenzprodukt der Nachkriegsjahre war etwa der Salonwagen für Josef Stalin.
Im Mai 1948 übernahm das Werk die Lizenzen für den Bau der amerikanischen PCC-Wagen. Bereits vor dem Zweiten Weltkrieg erwarb Ringhoffer Dokumentationen und Pläne zum Bau von Straßenbahnwagen in Zusammenarbeit mit Westinghouse auf Basis der PCC-Wagen. Begünstigt wurde dies durch die guten Beziehungen zwischen der Tschechoslowakei und den USA. Der erste Straßenbahnwagen nach diesem Muster wurde ab 1947 entwickelt und ab 1951 als T1 im Werk Praha-Smíchov gefertigt. Für die Lizenz musste der Hersteller einmalig 10.000 Dollar zahlen, für jedes Fahrgestell 100 Dollar im Zeitraum von 1948 bis 1950. Pro Straßenbahnwagen wären also 200 Dollar fällig gewesen. Um die Lizenzgebühren zu verringern, wurde erst ab 1951 in Serie produziert.
Zwei T1 wurden 1955 ins polnische Warschau geliefert. Der polnische Staatsbetrieb Konstal baute später unter Verletzung der Patentrechte ähnliche Fahrzeuge als Typ 13N. Auch spätere Konstal-Fahrzeuge basierten darauf.
Das Werk Vagonka Tatra spezialisierte sich in der Folgezeit vollständig auf die Fertigung von Straßenbahnwagen. Zulieferer der elektrischen Ausrüstung war die Prager Firma ČKD. Eisenbahnfahrzeuge wurden eine Zeitlang weiterhin gefertigt, wie zum Beispiel Reisezugwagen für die Schmalspurbahnen der ČSD. Ab 1963 war das Werk dann als ČKD Tatra n.p. Teil des Unternehmens ČKD.

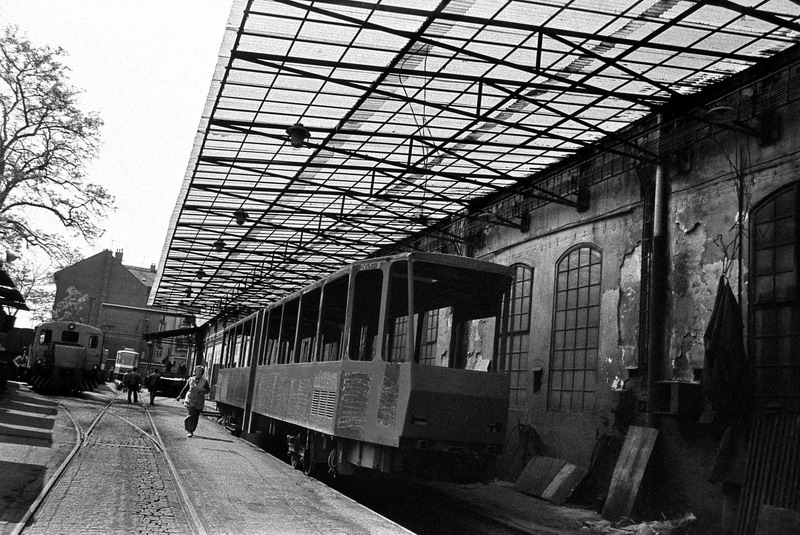
Wagenkasten eines Tatra KT4 im alten Werk in Smíchov

Basierend auf einer Initiative der Dresdner Verkehrsbetriebe und einem daraus resultierenden Liefervertrag vom 10. Juli 1965 begann 1967 die Lieferung von Straßenbahnwagen für die Straßenbahnbetriebe in der DDR. Nach Abschluss einer entsprechenden RGW-Vereinbarung wurde das Werk so schließlich zum führenden Produzenten von Straßenbahnwagen in den RGW-Mitgliedsländern.
Ende der 1960er Jahre entwickelte ČKD Tatra auch einen Triebzug („R1“) für die damals noch im Bau befindliche Metro Prag. Die Entwicklung wurde zugunsten des Imports sowjetischer Triebzüge eingestellt, problematisch war für ČKD auch eine volle Auslastung der Werke auf Jahre hinaus. In Kauf genommen wurde bei der Beschaffung der sowjetischen Fahrzeuge die veraltete Technik und das viel zu hohe Gewicht. Mit dem Typen R2 wurde ein Triebwagen für die geplante Schnellbahn Bratislava entwickelt. Der größte Unterschied zum Typ R1 waren die Dachstromabnehmer. Jedoch wurde in der Folge in Bratislava weder ein Metro- noch ein Schnellbahnnetz realisiert.
In den Zeiten des Sozialismus konzentrierte sich das staatseigene Unternehmen auf den Bau von Straßenbahnwagen und leichten elektrischen Triebzügen. Schon 1980 war das Werk im Prager Stadtteil Zličín überlastet und veraltet. Der Bau eines modernen Werks am Stadtrand von Prag wurde beschlossen, nachdem diese Pläne seit den späten 1960ern aufgeschoben worden waren.

### Neues Werk und Bemühungen in der Marktwirtschaft
Mit der Öffnung des Eisernen Vorhangs brach der traditionelle Absatzmarkt für die Straßenbahnfahrzeuge von ČKD zusammen. Einhergehend waren auch teilweise wirtschaftliche Schwierigkeiten in der Sowjetunion und den späteren Nachfolgestaaten. So wurden erteilte Aufträge zurückgezogen und offene Rechnungen nicht beglichen. Die Verkehrsbetriebe in der ehemaligen DDR bevorzugten nun Fahrzeuge aus einheimischer Produktion. Es verblieben lediglich die tschechoslowakischen Betriebe als Abnehmer.
1990 wurde der bisherige Nationalbetrieb ČKD in eine Aktiengesellschaft überführt (ČKD Tatra, a.s.). Mit der Übernahme der ČKD Holding durch den Mehrheitsaktionär INPRO, a.s. im Jahr 1994 gab es zumindest kurzzeitig neue Perspektiven, dennoch forderten Investitionen für das neue Werk einen hohen Kapitaleinsatz. Diesen konnte ČKD Tatra ohne ein Auftragsvolumen wie vor 1990 kaum stemmen. Das neue Werk war 1996 weitestgehend fertig, das Werk Smíchov wurde schrittweise zwischen 1994 und 1997 geschlossen. Nach Abbrucharbeiten blieb nur die Fassade des Hauptgebäudes stehen, die in ein neu erbautes Einkaufszentrum integriert worden ist.

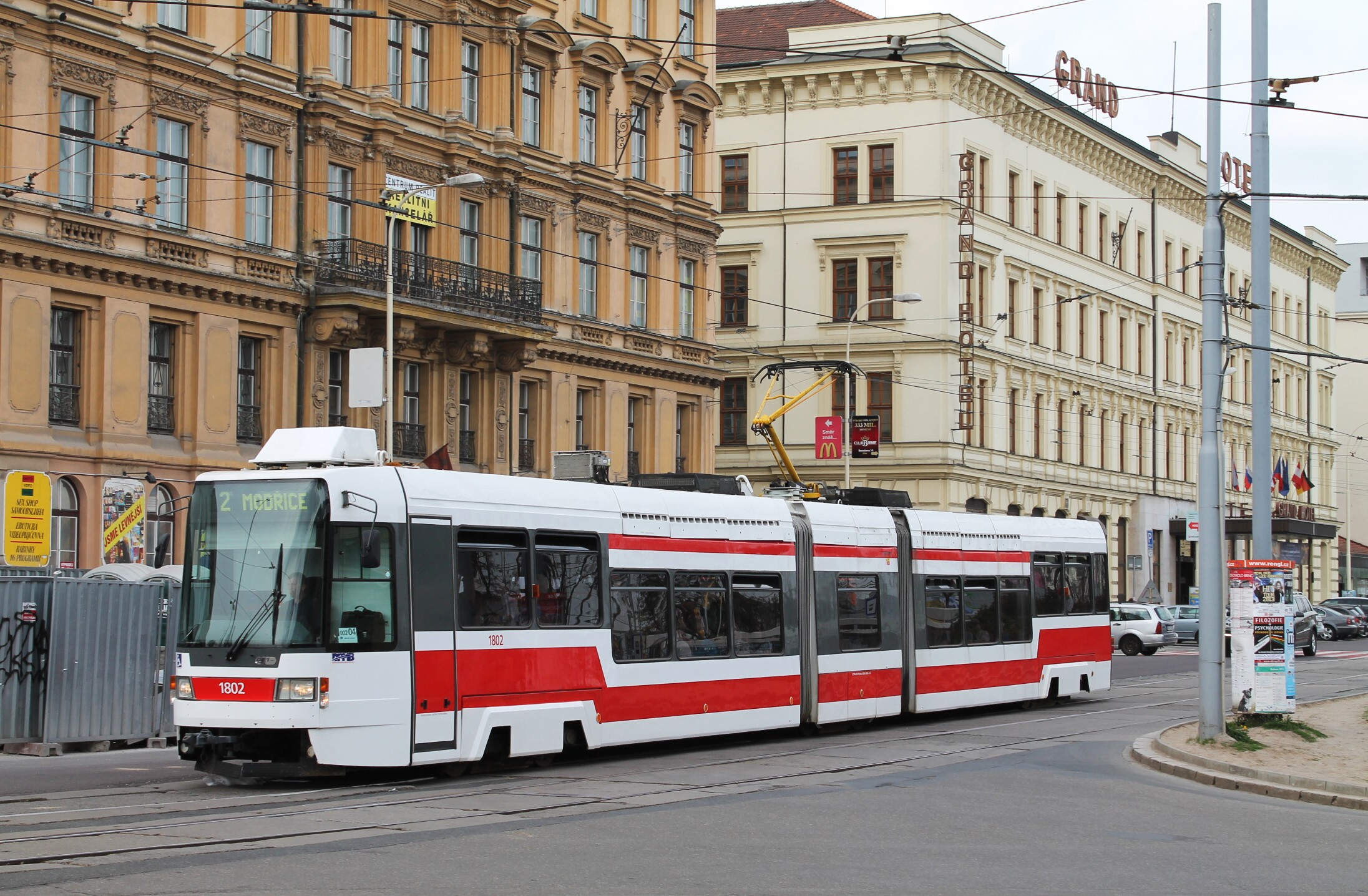
Der Typ RT6N1 war der erste Straßenbahnzug von ČKD mit Niederfluranteil

Im Werk Zličín wurde schließlich der gesamte Schienenfahrzeugbau von ČKD konzentriert. Dem wurde auch mit der Umfirmierung von ČKD Tatra in ČKD Dopravní systémy a.s im Jahr 1997 entsprochen. ČKD bemühte sich seither um neue Absatzmärkte außerhalb der postsozialistischen Staaten, dies gelang mit dem Stadtbahnzug Tatra RT8D5 für Manila. Bemühungen in den USA mit dem Prototyp Tatra T6C5 hatten nicht den erhofften Erfolg, da New Orleans nach Kenntnisnahme der wirtschaftlichen Probleme bei ČKD Abstand nahm. Niederflurstraßenbahnen konnte ČKD nur mit Schwierigkeiten entwickeln und orientierte sich vielfach an der Straßenbahnbaureihe TFS aus Frankreich. Mit der Straßenbahnwagen Tatra RT6N1 konnte zwar 1993 ein zeitgemäßes Fahrzeug vorgestellt werden, es gab dafür wiederum zahlreiche Kinderkrankheiten, weshalb sich die zwei größten Straßenbahnbetriebe Tschechiens in Prag und Brünn gegen eine größere Beschaffung der Fahrzeuge entschieden. Es blieb bei 19 Fahrzeugen, welche teilweise nach Polen geliefert worden sind. Auch der Prototyp Tatra RT6S von 1996 mit elektrischer Ausrüstung von Siemens und DUEWAG-Fahrgestell konnte nicht überzeugen. Die Verkehrsbetriebe der Straßenbahn Liberec bestellten sechs Fahrzeuge, nahmen aber nach Problemen Abstand und modernisierten stattdessen den bisherigen Fahrzeugbestand mit Niederflurteilen. Nur der in den 1980er Jahren konstruierte konventionelle Hochflur-Typ Tatra T6A5 konnte zwischen 1991 und 1998 noch in nennenswerten Stückzahlen verkauft werden.
Der Diesellokomotivbau wurde in ČKD Dopravní systémy integriert. Die Produktion fand überwiegend im Werk Libeň statt, später auch in Zličín. Die Entwicklung von dieselelektrischen Lokomotiven mit Drehstrom-Asynchronmaschinen konnte nicht beendet werden, es blieben nur unvollendete Prototypen stehen. Die letzte fertiggestellte Lokomotive war die zweiachsige Lok der ČD-Baureihe 709 (T 239.1).
1993 wurde zusammen mit dem ukrainischen Staatsbetrieb das Joint Venture Tatra-Jug gegründet. Dieses Unternehmen mit Sitz in Odessa und Werk in Dnipro baute zunächst nur von ČKD angelieferte Teile vom Tatra T6B5 zusammen. Nach der Geschäftsaufgabe von ČKD baute Tatra-Jug alle Teile selbst. Auf Basis des T6B5 entstanden seither diverse Abwandlungen, die in den Nachfolgestaaten der Sowjetunion geliefert werden. Seit etwa 2015 werden auch Niederflurfahrzeuge moderner Konzeption produziert.
Ab 1998 sollte ČKD die neuen Triebzüge „M1“ für die Metro Prag bauen. Sie wurden in einem Konsortium, bestehend aus ČKD, Siemens und Adtranz, entwickelt. Aufgrund der weiteren Entwicklung des Unternehmens wurden der Auftrag später unter Siemens fertiggestellt.

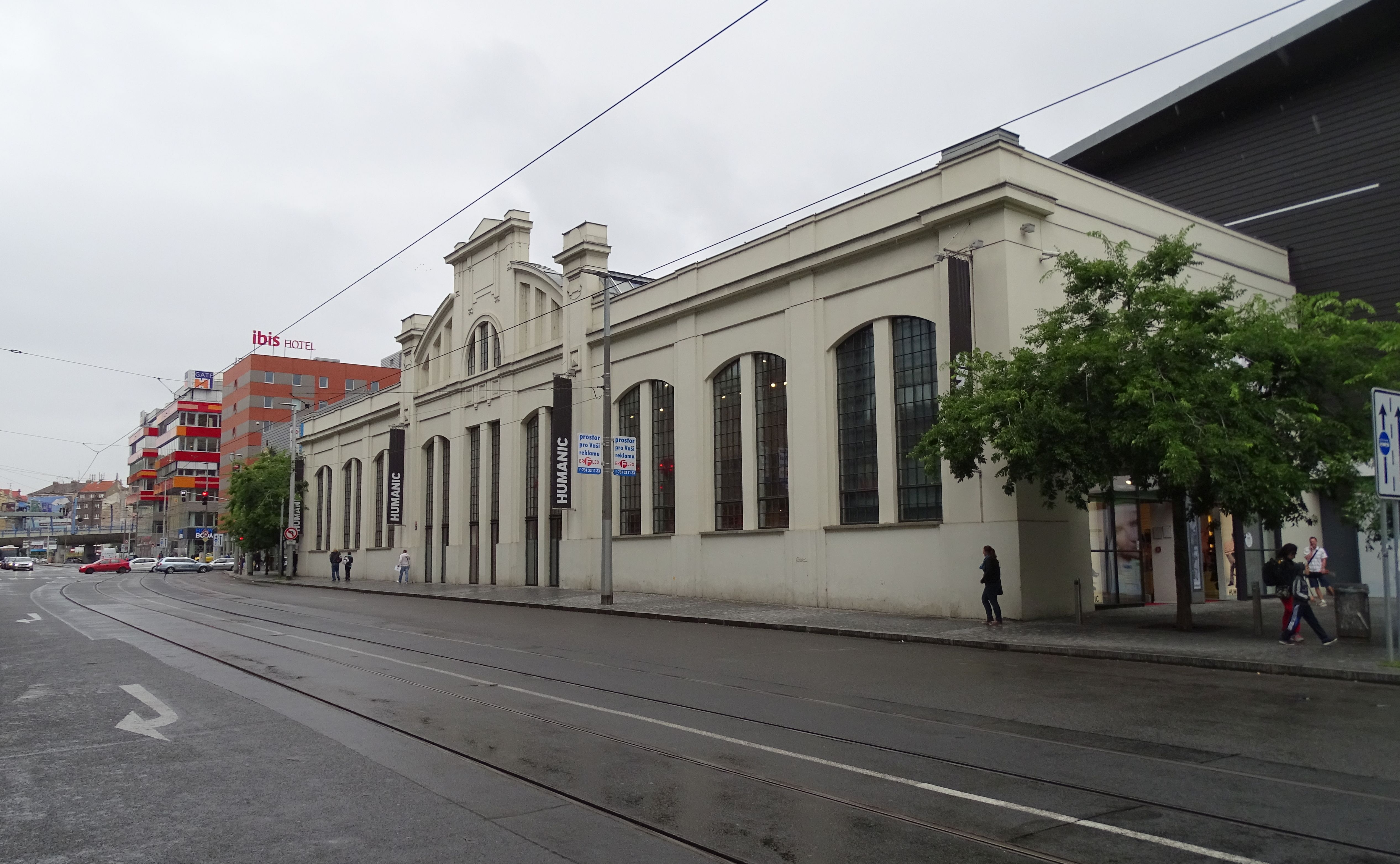
Erhalten gebliebene Fassade in Smíchov, welche Teil eines Einkaufszentrums ist (2015)

Ein weiterer Rückschlag für ČKD war die Entwicklung und Bau der Hochgeschwindigkeitszüge der Reihe 680 mit Fiat und Siemens. Diese wurden seitens der Regierung im Jahr 1995 in Auftrag gegeben. Ein viel zu kurzer Zeitraum für die Planung, Entwicklung und Bau – aber auch finanzielle Schwierigkeiten – verhinderten am Ende den Bau der zehn bestellten Züge unter der Ägide von ČKD. Am Ende musste sich die tschechische Staatsbahn wegen gestiegener Kosten mit nur sieben Einheiten aus italienischer Produktion zufriedenstellen. Im Gegensatz zur Entwicklung des deutschen Intercity Express oder französischen TGV war die Planung des ursprünglich unter dem Namen Premier, später Integral geplanten Hochgeschwindigkeitszuges ein rein privatwirtschaftliches Vorhaben ohne Finanzierung vom Staat. ČKD wollte sich mit Partnerschaften zu international erfolgreichen Eisenbahnherstellern Zugang zu zeitgemäßen Technologien schaffen, um eine langfristige Zukunft des Unternehmens und weiterer Zulieferer zu gewährleisten.

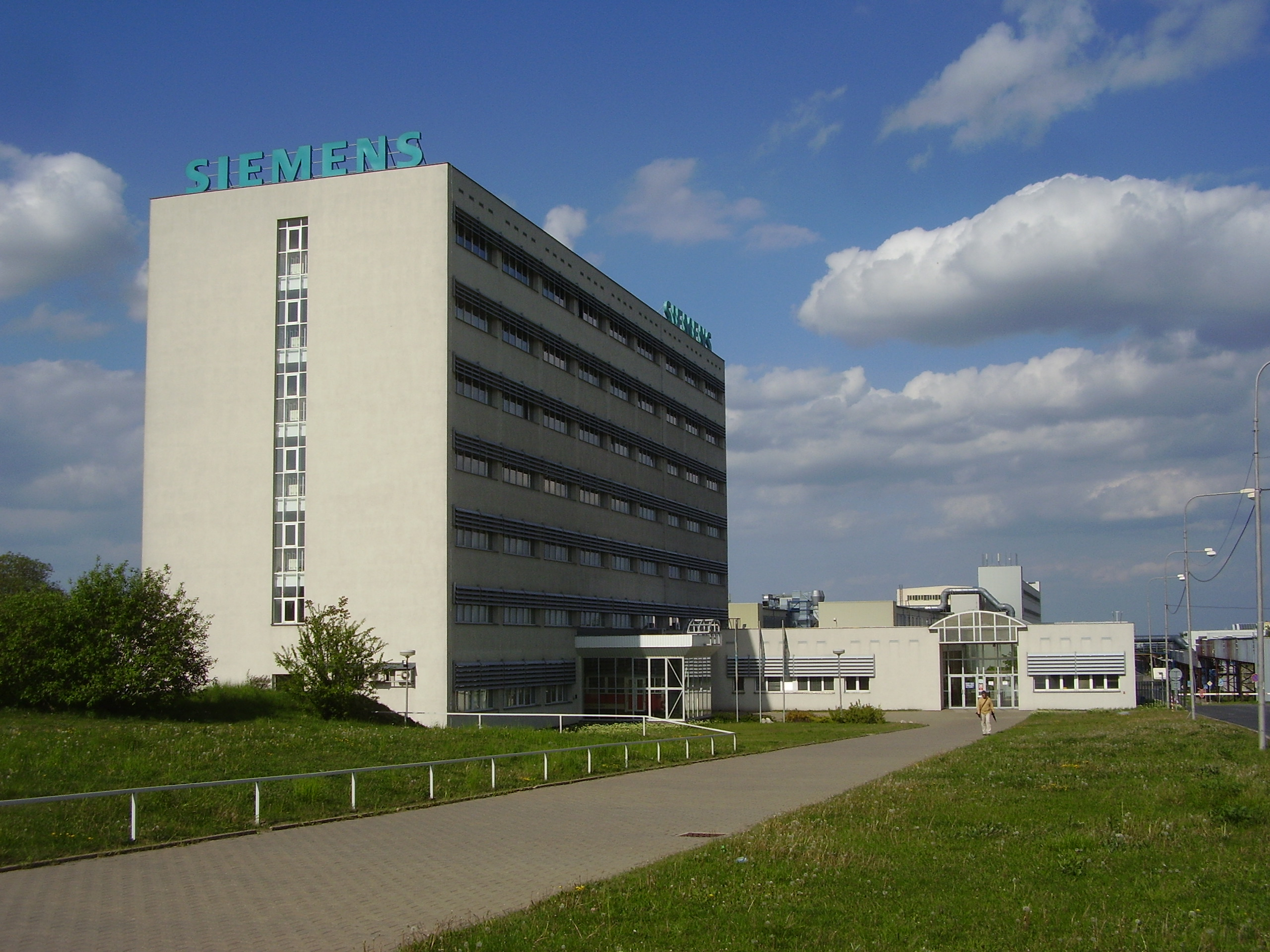
Das neue Werk von ČKD im Prager Stadtteil Zličín bereits unter Siemens (2009)

### Insolvenz und Auflösung
Mitte 1999 übernahm eine tschechische Staatsbank die Mehrheit der Aktiengesellschaft zur Konsolidierung.
Im Januar 2000 war ČKD Dopravni systemy a.s. zahlungsunfähig und musste Insolvenz anmelden. Im Jahr 2001 wurden die Aktiva von einer nur hierfür neu gegründeten Tochterunternehmung der Siemens AG erworben. Damit gehörte nun das neue Werk, die Produktionsanlagen und Grundstücke dem Konzern Siemens. Das Tochterunternehmen firmierte als Siemens kolejová vozidla s.r.o. innerhalb des Unternehmensbereiches Siemens Transportation Systems. Das Werk gehörte zum Bereich Public Transit von Siemens Mobility. Geschäftsfelder waren der Bau von Reisezugwagen, Triebzügen und die Konstruktion. Bestehende Aufträge von ČKD, wie der Bau der neuen Triebzüge für die Prager Metro wurden noch übernommen. Siemens gab im Juli 2008 bekannt, das Werk verkaufen zu wollen. Da sich jedoch kein Käufer fand, wurde es 2009 geschlossen und wird seither für Speditionen und Freizeiteinrichtungen genutzt.
Im Jahr 2019 war die Liquidation von ČKD Dopravní systémy, a.s. beim Prager Stadtgericht abgeschlossen und die Firma wurde aus dem Handelsregister gelöscht.
Lieferant für die tschechischen Straßenbahnbetriebe ist heute Škoda Transportation mit Sitz in Pilsen, der seit den 1990er Jahren eigene Baureihen niederfluriger Straßenbahnzüge entwickelte und seitdem erfolgreich vermarktet. Mit Aliance TW mit Sitz in Krnov etablierte sich ein weiterer Hersteller, der neben Umbau und Modernisierungen auch kostengünstige Neufahrzeuge in der Tradition von ČKD Tatra anbietet. Im Bereich der Eisenbahnfahrzeuge fokussiert sich CZ Loko auf ältere Diesellokomotiven von ČKD und baut diese auf Grundlage der bestehenden Rahmen und Drehgestelle neu auf.

## Schienenfahrzeuge
Wichtigstes Erzeugnis des Werkes waren von 1951 bis 1997 Straßenbahnwagen, die in fast alle Länder des damaligen Ostblocks exportiert wurden. Bis in die 1960er Jahre baute das Werk aber auch weiterhin Reisezugwagen und elektrische Triebwagen für die ČSD. Bekannt sind vor allem die Wagen für die Schmalspurbahnen der Bauart Balm/ú, die bis heute auf den verbliebenen drei Strecken im Einsatz sind, und die Triebwagen der Reihe EMU 89.0 für die Elektrische Tatrabahn.

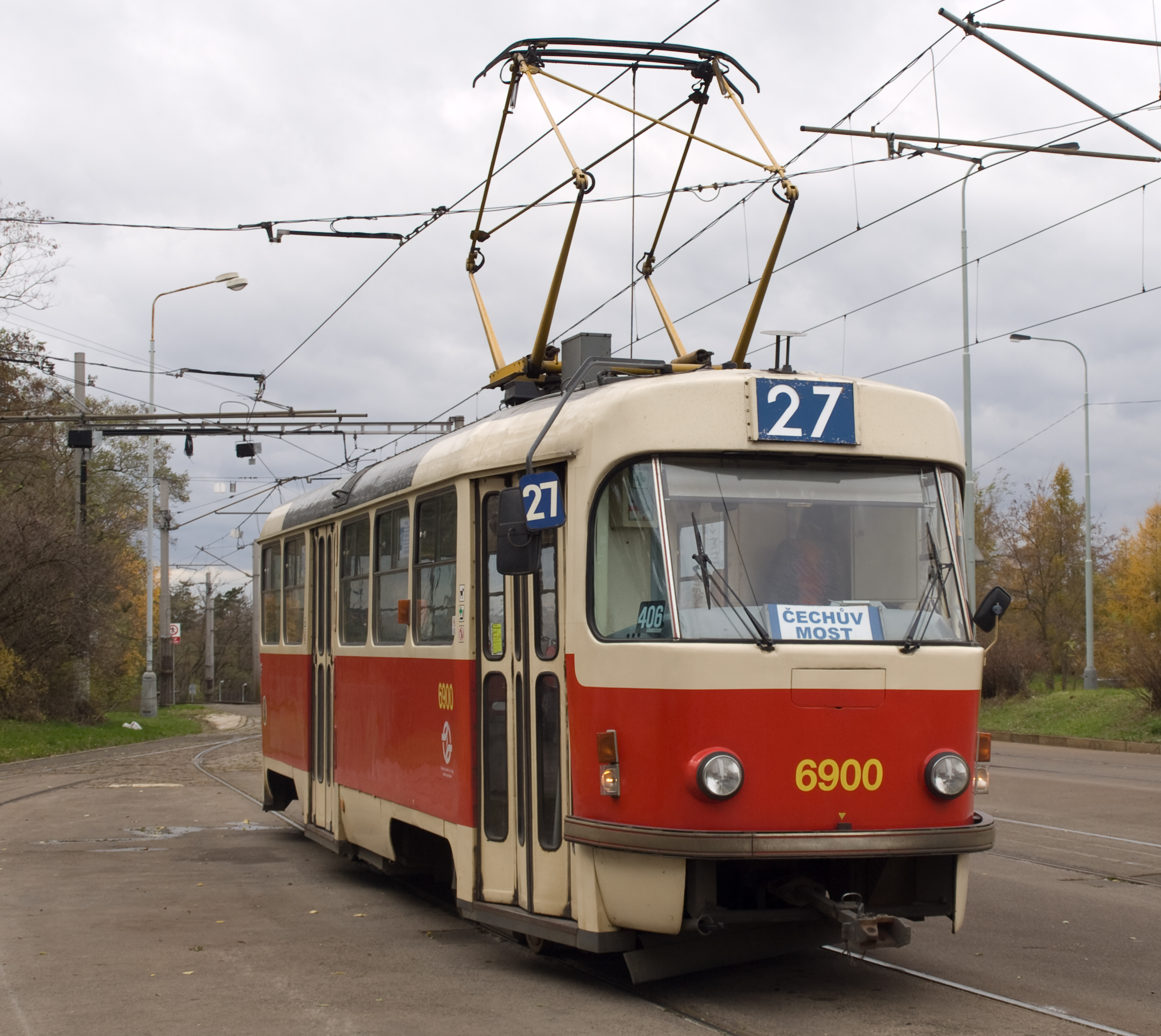
Der Typ T3 war mit 13991 Exemplaren der weltweit meistgebaute Straßenbahnwagentyp
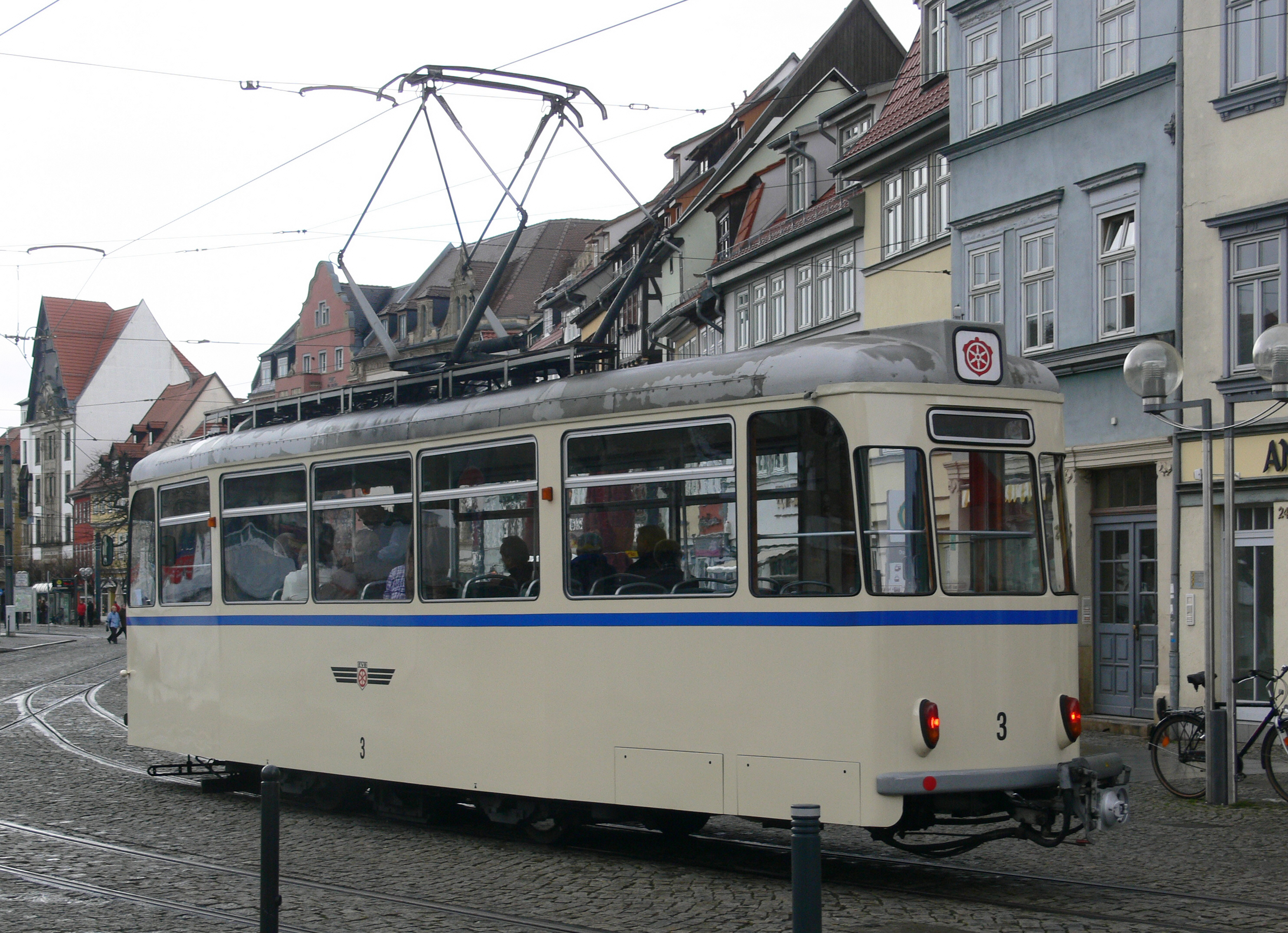
Zwischen 1967 und 1968 entstanden für die DDR Trieb- und Beiwagen der Typen T2D und B2D, die den Gothawagen entsprachen
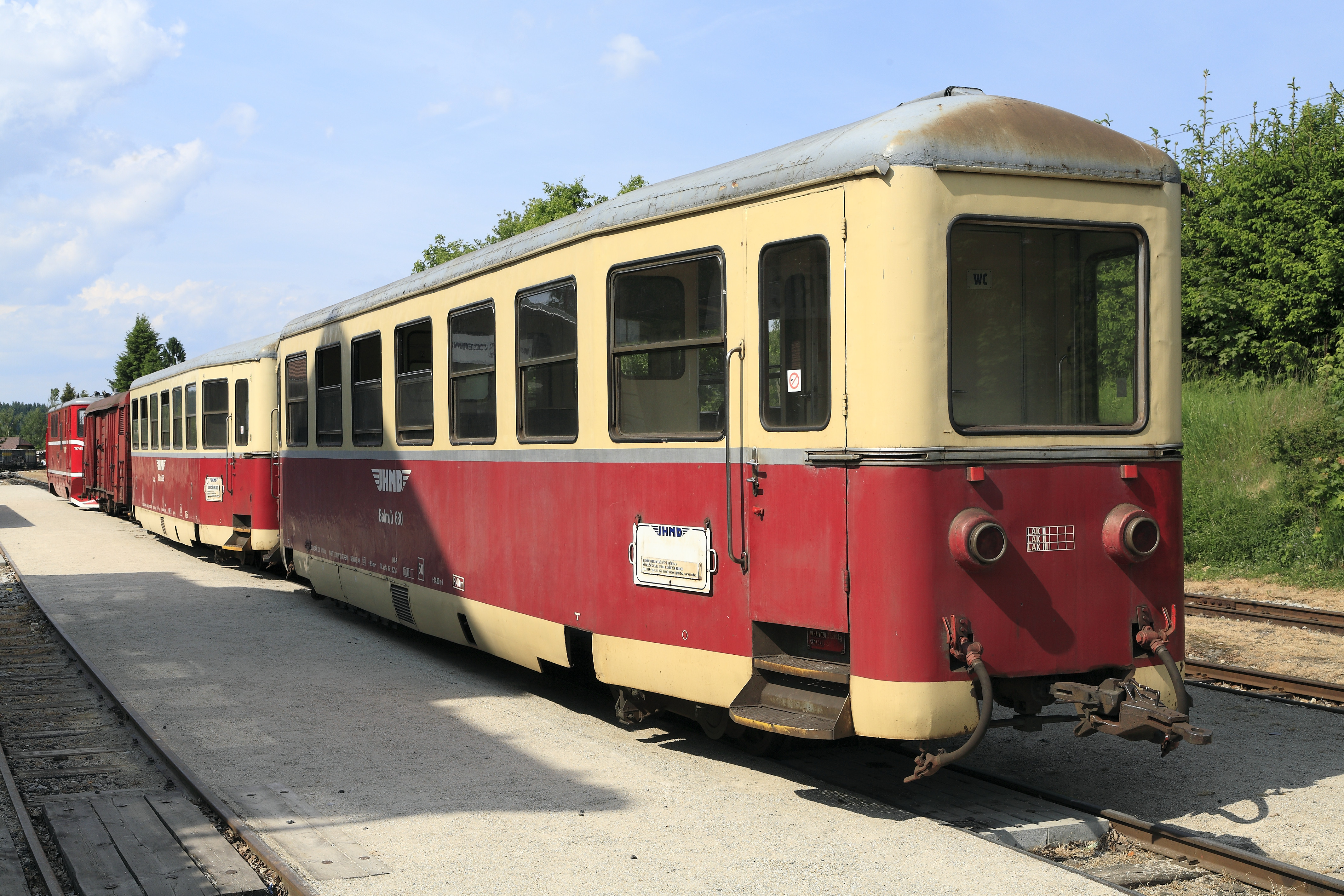
Reisezugwagen Balm/ú für die Schmalspurbahnen der ČSD
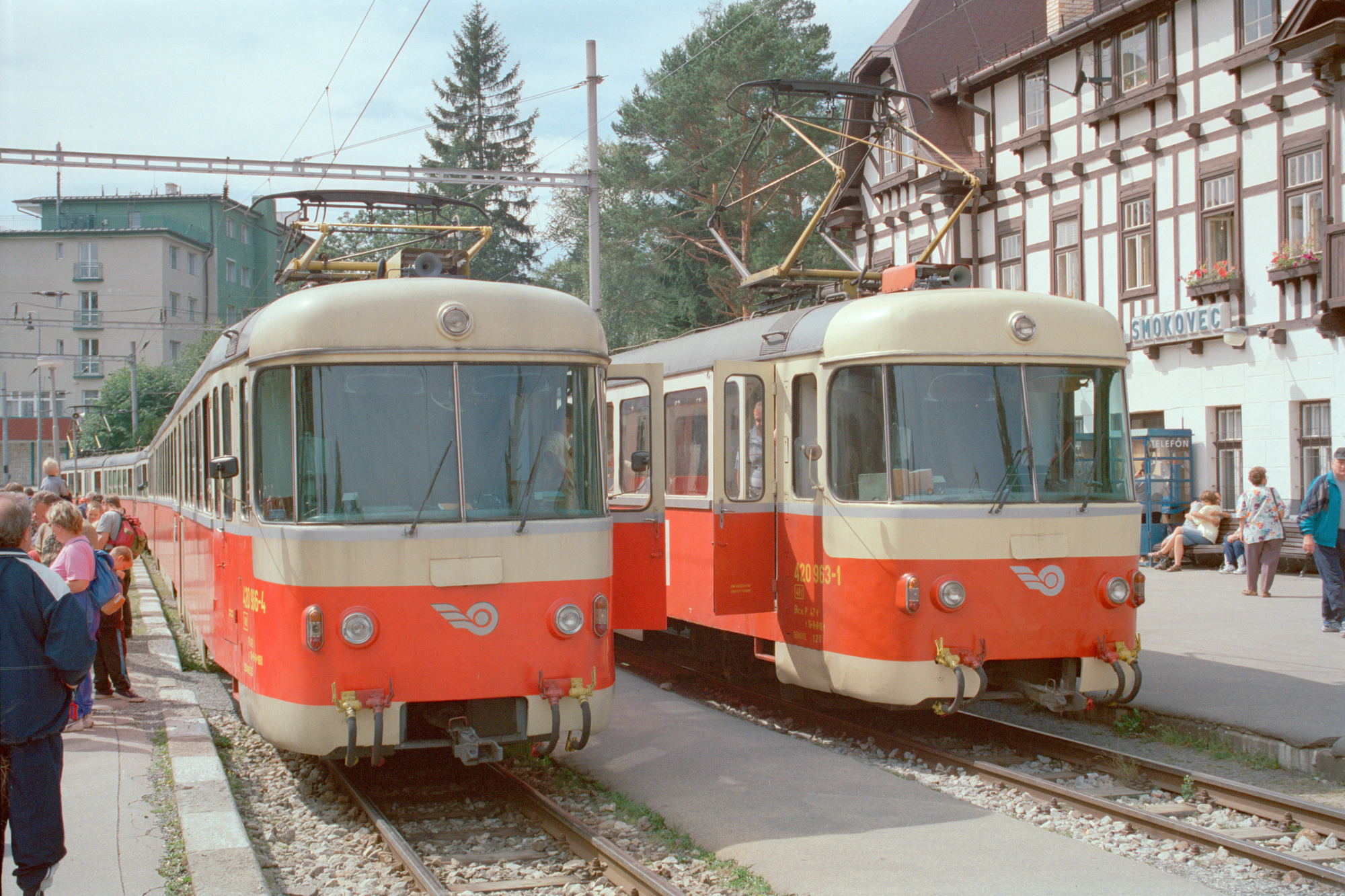
Triebwagen der Elektrischen Tatrabahn
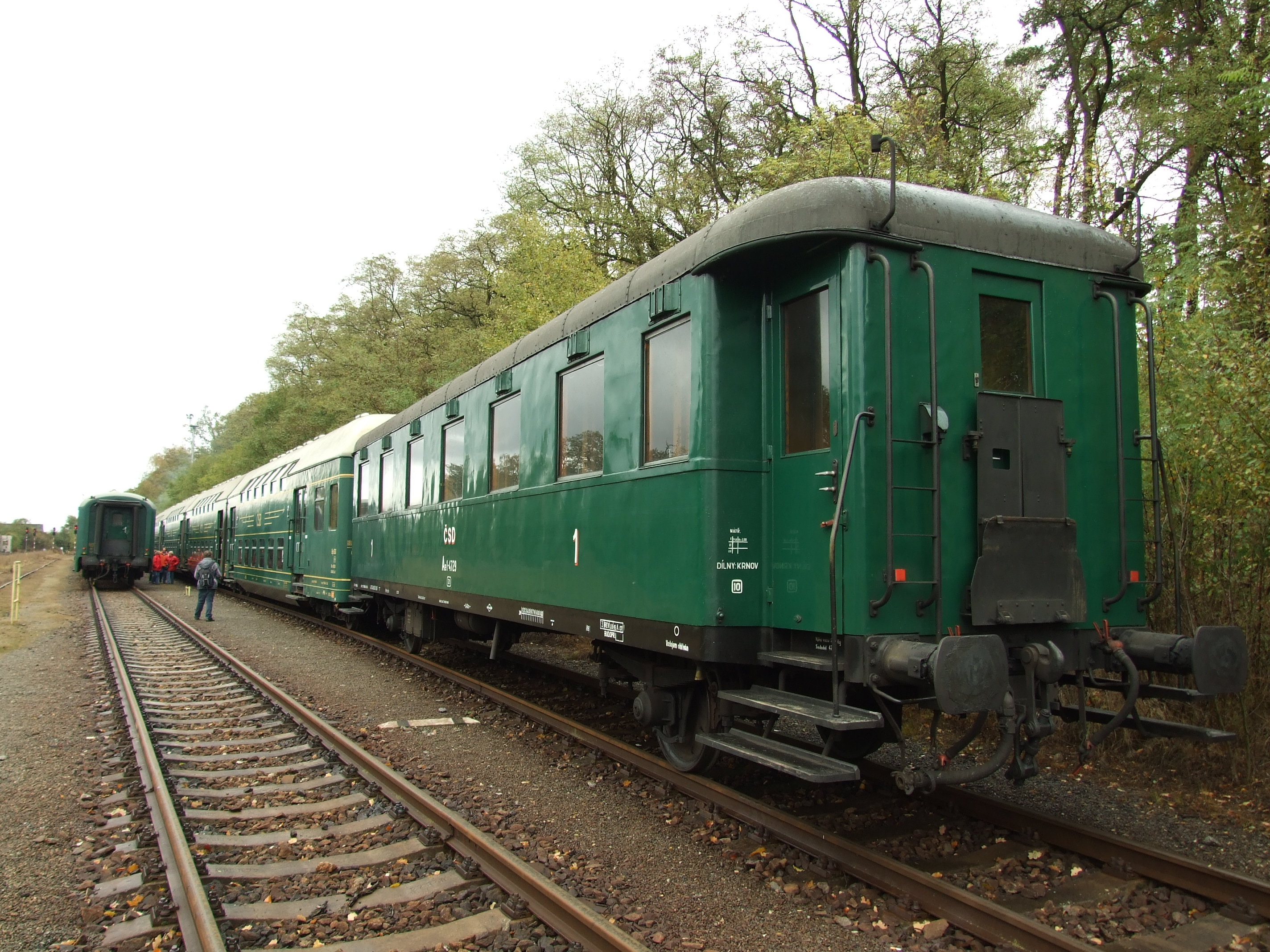
Reisezugwagen „Rybák“ für die ČSD